# 2000年夏季残疾人奥林匹克运动会瑞典代表团
2000年夏季残疾人奥林匹克运动会瑞典代表团是瑞典派出的2000年夏季残疾人奥林匹克运动会代表团。获得5枚金牌、6枚银牌和10枚铜牌。